# لورانس ماكفي
لورانس ماكفي (بالإنجليزية: Lawrence McPhee)‏ هو لاعب كرة قدم أمريكية أمريكي، ولد في 18 فبراير 1899 في نيو كاسل في الولايات المتحدة، وتوفي في 27 نوفمبر 1983 في أوستنتاون في الولايات المتحدة.